# Gigabit
Um Gigabit é uma unidade de armazenamento de informações ou dados de computadores. Normalmente ele é abreviado por Gb. 1 Gb = 1.000.000.000 bits ou 109 bits.
Gibibit = 230 = 1 073 741 824 bits.

## Relações
Base 10:
1000 megabit = 1 gigabit
1000 gigabit = 1 terabit
Base 2:
1024 mebibit = 1 gibibit
1024 gibibit = 1 tebibit